# Before the Eulogy
Albums de Boysetsfire
The Day the Sun Went Out (remasterisé) The Misery Index: Notes from the Plague Years
Before the Eulogy est une collection de B-sides et de raretés du groupe Boysetsfire, originaire de l'État du Delaware, aux États-Unis. Il contient Consider 7" (1995) et le EP In Chrysalis (1998).

## Liste des chansons
1. "One Subject Notebook" – 2:59
2. "Parasite Candy" – 3:20
3. "Three Lefts" – 2:36
4. "Harlot" – 3:22
5. "Vehicle" – 3:21
6. "The Burning Of" – 2:55
7. "Turn The Key" – 3:56
8. "Consider The Numbers" – 2:15
9. "Feudal" – 2:33
10. "Voice Over" – 1:47
11. "The Tyranny Of What Everyone Knows" – 2:38
12. "Loser Of The Year Award" – 3:12
13. "Cavity" – 2:50
14. "Holiday in Cambodia" – 3:42
15. "Suckerpunch Training" – 4:23
16. "Rocket Man" – 4:17
17. "No Time Safe" – 4:19
18. "Bucket Of Rain" – 4:26
19. "With Cold Eyes" – 2:50
20. "Fashion As A Weapon" – 2:60

## Source
- (en) Cet article est partiellement ou en totalité issu de l’article de Wikipédia en anglais intitulé « Before the Eulogy » (voir la liste des auteurs).